# Novoomelkove, Starobilsk
Novoomelkove (în ucraineană Новоомелькове) este un sat în comuna Vîșneve din raionul Starobilsk, regiunea Luhansk, Ucraina.

## Demografie
Componența lingvistică a localității Novoomelkove
     Ucraineană (91,27%)
     Rusă (8,73%)
Conform recensământului din 2001, majoritatea populației localității Novoomelkove era vorbitoare de ucraineană (91,27%), existând în minoritate și vorbitori de rusă (8,73%).